# Festa de Dia

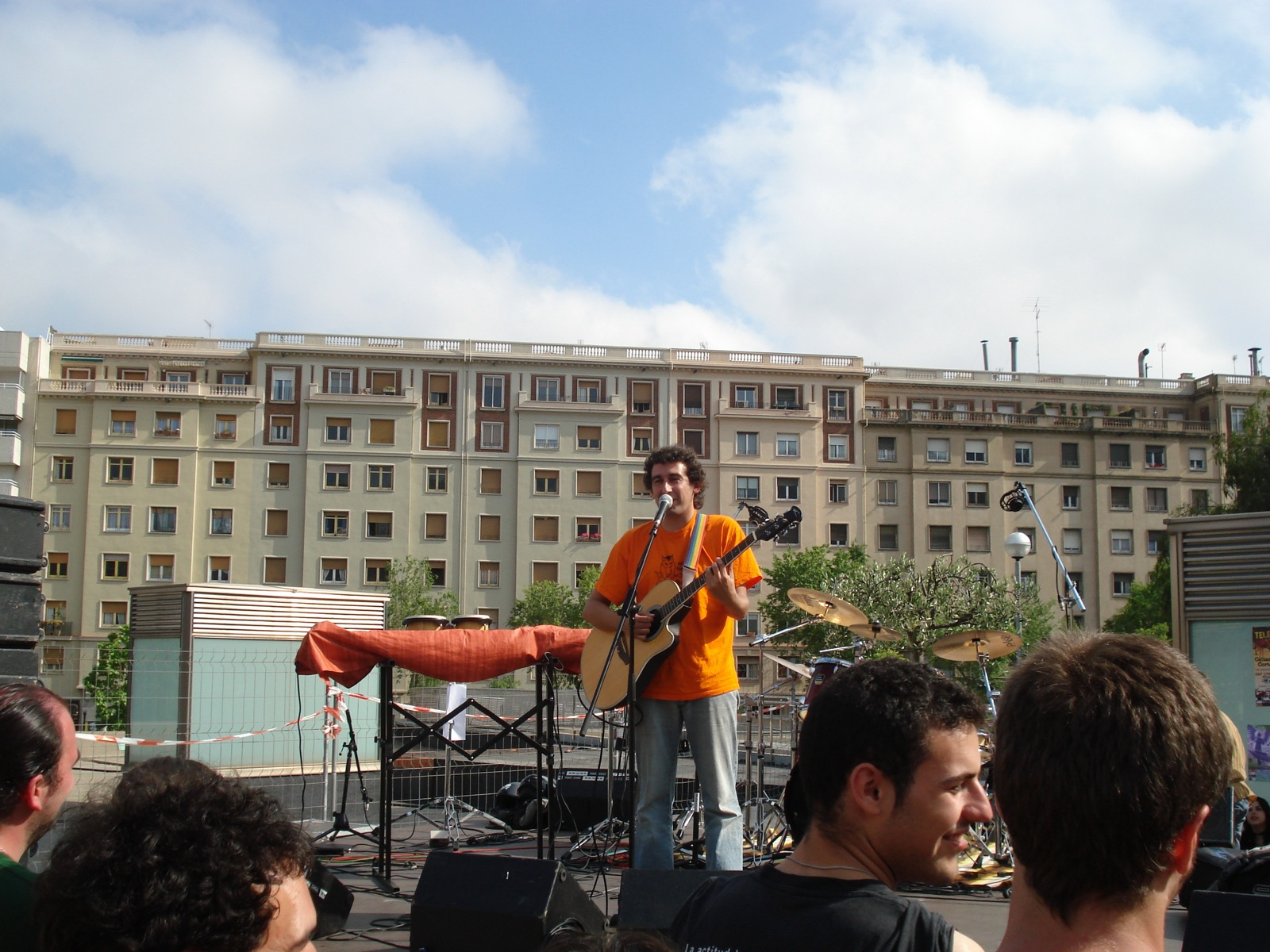
El Sobrino del Diablo actuando en la Festa de Dia de 2007.

La Festa de Dia (del catalán Fiesta de Día) es una fiesta organizada por la Asociación Cultural Telecogresca que se celebra anualmente en el Campus Nord de la Universidad Politécnica de Cataluña, en la ciudad de Barcelona, en España.
Se celebra siempre el miércoles inmediatamente anterior a la celebración de la fiesta Telecogresca. La Festa de Día es el reflejo de la primera etapa de la Telecogresca cuando aún se realizaba en el recinto universitario.
Durante la Festa de Dia se organizan multitud de concursos, competiciones, demostraciones y actividades organizadas por diferentes asociaciones. Se estima que participan de alguna forma u otra más de 3000 personas.

## Conciertos
Durante los últimos años, la Festa de Día se ha especializado en organizar conciertos con artistas considerados freaks:
- 2004: El Chivi.
- 2005: Manolo Kabezabolo.
- 2006: Paco Pil.
- 2007: Josmar.
- 2008: Cañita Brava.
- 2009: Los Gandules.
- 2010: Kamelo punto Semos
- 2011: Paco Pil.
- 2012: Leonardo Dantés
- 2013: Paco Pil.